# Саки (племена)

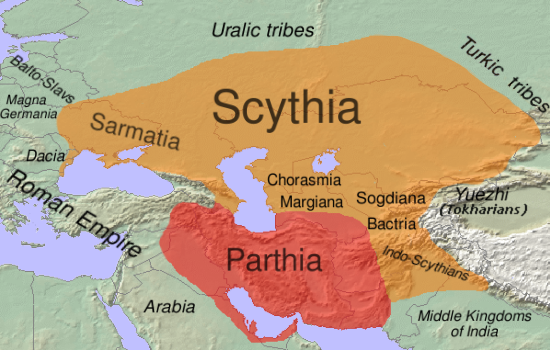

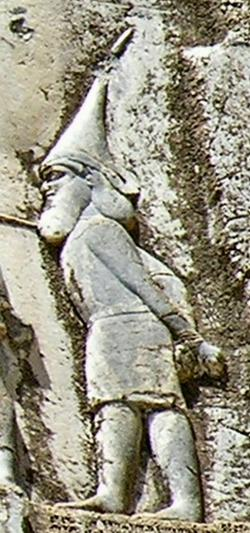
Цар саків-тиграхауда Скунга. Рельєф Бехістунського напису Дарія I, VI століття до н. е.

Саки — етнонім, який використовувався як:
1. узагальнююча назва іраномовних[1][2][3] кочових і напівкочових племен VII ст. до н. е. — IV ст. до н. е. (дав.-гр. Σάκαι, лат. Sacae < мід. *saka-), у Мідійському царстві та імперії Ахеменидів й згодом була поширена на всі без винятку кочові іраномовні етноси Азії;
2. назва групи кочових племен Семиріччя (сакаравлів), яка відома нам в першу чергу з китайських (кит.: 塞; піньїнь: Sāi), а згодом античних (грец. Σακάραυλοι) та індійських (санскр. śaka) джерел.

## Саки в історії та культурі Мідії
Описуючи перебіг подій з історії Мідії часів становлення Мідійського царства Геродот, як, до речі, й ассирійські джерела, жодного разу не називає добре відомих йому скіфів саками. Але наразі відомі принаймні два факти, які дають підстави для беззаперечного ствердження, що у мідійському середовищі скіфів називали саме сака.
1. Сакасена — область розселення у Мідії скіфів-заколотників, прийнятих Кіаксаром (до 593 р. до н. е.);
2. Сакеї — щорічне свято, одне з головних свят імперії Ахеменидів, присвячене різанині скіфів, ймовірно, Кіаксаром під час бенкету до/~616 р. до н. е. Після цієї різанини Мідійське царство назавжди позбулося залежності від скіфів, й згодом, домінувало у регіоні до захоплення влади Ахеменідами.

З експансією на схід спочатку Мідійського царства, а згодом імперії Ахеменидів, етнонім сака став застосовуватись до будь-яких іраномовних кочовиків, не зважаючи на їхню етнічну належність. З легкої руки Геродота, який вперше, користуючись, ймовірно, більше мідійськими, ніж перськими джерелами, поставив знак рівняння між саками та скіфами, всі кочовики Азії на певному етапі почали називатися «скіфами, скіфами азійськими», а їхні території — «Скіфія Азійська».

## Саки імперії Ахеменидів
| «Порівняльне вивчення списків сакських племен в ахеменідських написах дає підстави для наступних висновків. У ранніх написах, коли перси стикалися тільки з одним сакським плем'ям, вони називали його просто саками. Інакше кажучи, умовній назві „саки“ (скіфи античних джерел), перси надали певне етнічне значення. Пізніше, коли перси підкорили собі й інших саків, вони стали серед них розрізняти кілька племен. Зокрема, в V стовпці Бехістунського напису під громіздкою назвою „саки, які носять гостру шапку“ згадано сакське плем'я тіграхауда. У написі Дарія з Накш-і Рустама зникає загальне для всіх сакських племен назва „саки“ та з'являються конкретні племена: хаумварга, тіграхауда і заморські саки. Хаумаваргійські саки були першими з скіфських племен, яких перси підкорили, ймовірно, ще за Кіра. Вони були відомі й грекам під назвою амюргійські скіфи.»[4] |
Ототожнення перелічених у перських джерелах груп саків з будь-яким кочовим етносом є дуже проблематичним за багатьох об'єктивних факторів. У першу чергу, тому, що, наприклад, Авеста, яка у певних розділах описує взаємини між кочовиками Арало-Каспію та їхніми «праведними» сусідами-землеробами у доахеменідський період, жодних саків не знає, хоча протистояння землеробів та кочовиків (серед згаданих у Авесті — тури, сайріма, тури-х'яона, тури-дану) — один з головних лейтмотивів Авести. На фоні повної відсутності будь-яких етнонімів з *saka- й інтерпретація В. І. Абаєва одного з проблемних місць Вендідада як «скіфщини у Гаві» виглядає вельми сумнівною. У постахеменідський період ситуація не краща. «Скіфським народом», «яких перси називають саками», в елліністичних та залежних від них римських джерелах могли назвати будь-який кочовий народ євразійського степу.
Нижче наведено перелік груп саків та написів перських царів, у яких ці групи згадано.
Саки гаомаварґа («ті, що шанують гаому»)
Гіпотетично ареал їхнього розселення — долина річки Мургаб, можливо, до Паміра. (у Геродота і античних авторів — скіфи амюргійські); згадано у:
1. Бехистунському написі Дарія (DB 1.16-17) як область Сака, яку він успадкував (: Saka :);
2. Персепольському написі Дарія як одна з сатрапій (DPe 18) (: Sakâ :);
3. Сузькому написі Дарія (DSe 24-25) (: Sakâ : haumavargâ :);
4. написі Дарія з Накш-і Рустама (DN-Ra 25) (: Sakâ : haumavargâ :);
5. написі Ксеркса з Персеполю (XPh 26) (: Sakâ : haumavargâ :).

Саки тіграхауда («ті, що в гостоверхих шапках»)
Гіпотетично населяли передгірря Тянь-Шаню і між річками Сирдар'я і Амудар'я. Згадано у:
1. Бехистунському написі(рос.) Дарія (DB 5.20-30) як народ, який він підкорив, захопивши їхнього очильника Скунгу на третьому році свого правління (519 р. до н. е.) (: Sakâ : tyaiy: xaudâm: tigrâm :);
2. Сузькому написі Дарія (DSe 25) (: Sakâ : tigraxaudâ :);
3. написі Дарія з Накш-і Рустама (DN-Ra 25-26) (: Sakâ : tigraxaudâ :);
4. написі Ксеркса з Персеполю (XPh 26-27) (: Sakâ : tigraxaudâ :).

Саки парадрайя («ті, що за морем»)
Згадано у написі Дарія з Накш-і Рустама (DN-Ra 28-29) (: Sakâ : tyaiy: paradraya :)
Щодо місця розселення саків парадрайя єдиної думки немає — від скіфів європейських до певних кочових груп Прикаспію чи Приаралля.
Саки парасугдам («ті, що за Согдом»)
Згадано у Персепольському написі Дарія (PDh 5-6) як східна межа володінь Дарія «від саків, що за Согдом» (: Sakaibiš : tyaiy: para: Sugdam);
Гіпотетично проживали в басейні Аральського моря в низов'ях Сирдар'ї, Амудар'ї та нинішньої території Таджикистану.

## КочовикиАвести[5]
У найдавнішій частині Авести не згадано жодних етнонімів, пов'язаних з кочовиками. У своїх Гатах Заратуштра згадує лише кавіїв (від праір. *kaṷi- — мудрець, в Авесті племенні царі-жерці) та карапанів (жерців нижчого рангу), які виступають прихильниками брехні, чи навіть її уособленням та очолюють супротив кочового світу правді (тобто доктрині власне Заратуштри).
У текстах Молодшої Авести згадані наступні кочові племена:
- у фрагментах міфу про «трьох братів» згадано епонімів кочових іранських груп — Тура та Сайріму (відповідно племен тура та сайріма);
- у фрагментах епічних переказів згадано наступні етноніми:

1. тура (Вендидад 13.39; Яшт 5.41, 54, 73, 81; Яшт 13.38; Яшт 17.38, 42, 55-56; Яшт 19.56-58, 60, 62);
2. тура дану (Яшт 5.73; Яшт 13.37-38; Яшт 19.41);
3. тура х'яона (Яшт 17.50-51; 19.87).

### Сайріма
Племена Сайріма — нащадки однойменного сина Ажі-Дагаки Сайріми. За легендою, вони отримали заможність та західні краї. Ймовірно, макроетнонім, який пов'язують з макроетнонімом, відомим з античних джерел — сармати/савромати. Відсутність інших сюжетних ліній у міфо-поетичних пам'ятках Ірану та іранців дають підстави припустити, що сайріма не мали спільних кордонів з осілими іранськими етносами.

### Тура
Тура — нащадки сина Ажі-Дагаки Тура, брата Сайріми. За легендою, вони отримали звитягу та степи Турану. Пов'язування макроетноніму тура з макроетнонімом саки не протирічить загальній картині етнографії тогочасного іранського кочового світу, але й будь-яких прямих підтверджень не має.
Тура дану
Тура дану — буквально річкові тури, яких згадано тричі в Молодшій Авесті, у згадках епічної боротьби героя Керсаспи, який знищив Варешаву Данайського, представників праведної родини Хшатавай, «хоробрих переможців земляних жител Дану», переможені туранські дану Кара та Вара з родини Асабана. Наразі цей епос, за винятком зазначених згадок, не відомий. Власне Керсаспа та пов'язаний з ним цикл легенд відносяться до часів більш давніх, ніж життя Заратуштри, навіть до становлення династії Кавіїв (за 6-7 поколінь до Каві Віштаспи).
Тура х'яона
Тура х'яона — приаральський кочовий етнос, головні противники царства Каві Віштаспи за життя Заратуштри. В Яштах згадано двічі — обидва рази в контексті епічної боротьби прихильника Заратуштри праведного царя Каві Віштаспи з очильником х'яона та своїм головним супротивником — Ареджатаспою. Характеристики Ареджатаспи та х'яонів — у дусі Авести, виключно кляті, злі, брехливі тощо. У пехлевійській традиції це епічне протистояння описано у «Переказах про Зареридів» («Абйаткар Зареран»).